# Ferrovie Autolinee Regionali Ticinesi
Le Ferrovie Autolinee Regionali Ticinesi (acronimo FART) sono una società di trasporto locale e turistico ticinese, in Svizzera. Ha sede a Locarno.
La società gestisce le funivie Verdasio - Rasa e Intragna - Pila - Costa nelle Centovalli, il traffico locale nella regione di Locarno e la Centovallina, che collega la ferrovia del Gottardo con la linea ferroviaria del Sempione a Domodossola (Italia). Questa ferrovia internazionale viene gestita per la parte italiana dalla Società subalpina di imprese ferroviarie (SSIF).
La società è parte della Comunità tariffale Ticino e Moesano.

## Storia
La società fu fondata il 18 novembre 1909 con la denominazione Società per le Ferrovie Regionali Ticinesi (FRT) con lo scopo di costruire e gestire la parte svizzera della ferrovia Locarno-Domodossola, tra Ponte Brolla e la frontiera di Camedo, secondo la concessione federale ottenuta nel 1905.
Il 15 ottobre 1922 viene decisa la fusione delle società FRT e Tramvie Elettriche Locarnesi (TLo). Quest'ultima era stata costituita nel 1906 per la costruzione e l'esercizio di una linea tranviaria a Locarno.
Concretamente, la TLo viene assorbita dalle FRT. Il personale impiegato dalla società tranviaria viene anch'esso interamente assorbito dalle FRT. La fusione ha effetto il primo gennaio 1923. Anche la ferrovia della Vallemaggia passò in quell'anno in gestione alle FRT; la società concessionaria della linea (Ferrovia Locarno-Pontebrolla-Bignasco, in sigla LPB), venne assorbita dalla FRT nel 1952.
Con la soppressione nel servizio tranviario nel 1960 e la moltiplicazione dei servizi automobilistici, il nome fu mutato il 30 giugno 1961 in Ferrovie Autolinee Regionali Ticinesi (FART).

## Trasporti della FART

### Ferrovia
La FART gestisce dall'apertura nel 1923 la ferrovia Domodossola-Locarno nota come Centovallina fino al confine svizzero.
Dal 1923 alla chiusura nel 1965 gestiva anche la ferrovia Locarno-Ponte Brolla-Bignasco detta Valmaggina, costruita nel 1905.

### Autolinee
La FART gestisce 9 autolinee di cui 4 urbane e 5 extraurbane con 105 autobus:
- Linea 1: Gordola - Minusio - Locarno - Ascona
- Linea 3: Delta Maggia - Orselina - Brione s. Minusio
- Linea 4: Residenza lido - Locarno - Muralto - Brione s. Minusio
- Linea 7: Locarno - Losone
- Linea 311: Locarno Rotonda - Cugnasco - Bellinzona
- Linea 312: Locarno - Mergoscia
- Linea 314: Locarno - Ronco sopra Ascona
- Linea 315: Locarno - Cavergno
- Linea 316: Locarno - Brissago

### Funivie
La FART gestisce due funivie:
- la funivia Verdasio-Rasa, costruita nel 1958[14], gestita dalla FART sin dall'apertura[15];
- la funivia Intragna-Pila-Costa, costruita nel 1953[14], gestita dalla FART dal 1976[15].

### Tranvia
Dal 1923 alla chiusura nel 1960 le allora FRT hanno gestito la tranvia di Locarno, aperta nel 1908.

### Navigazione

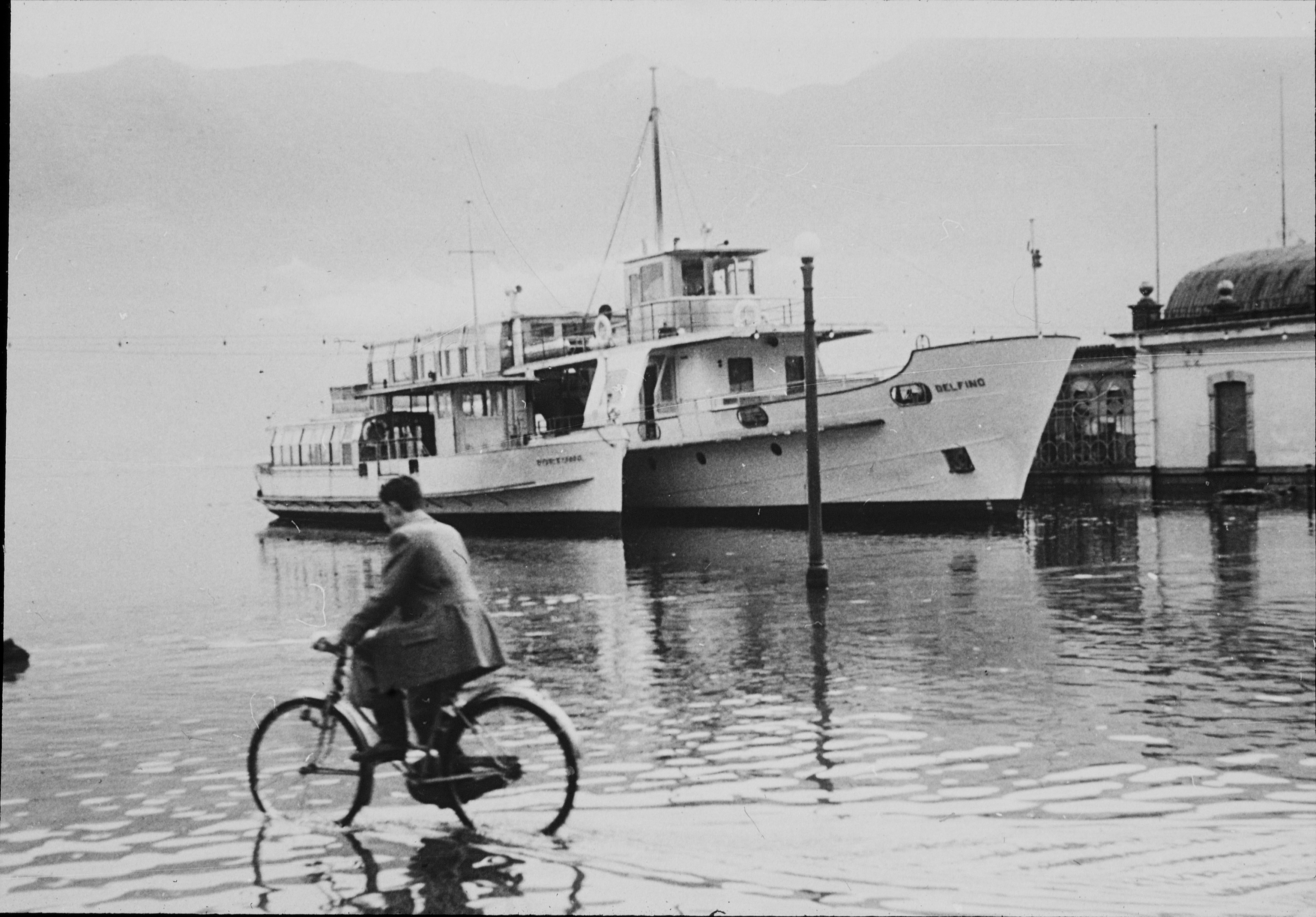
I battelli Fortuna e Delfino delle FRT all'imbarcadero di Locarno nel novembre 1951.

Nel 1924 le FRT assunsero provvisoriamente l'esercizio della navigazione sul bacino svizzero del Lago Maggiore, servendosi tuttavia di battelli della concessionaria del bacino italiano (si trattava peraltro, dal 1923, della SSIF). Solo nel 1943 le FRT, con le navi della SSIF bloccate in Italia a causa della guerra, iniziano a gestire la navigazione con un battello proprio, il Traviata. A questo si aggiunge, nel 1945, la motonave Fortuna, frutto della ristrutturazione del battello Freccia Bianca acquisito dalla Società Navigazione del Lago di Lugano; alla fine di quell'anno può inoltre riprendere l'uso dei battelli della SSIF. Nel 1950 alla flotta si aggiunge la motonave Delfino, costruita ex novo dai cantieri Tosi di Legnano; dopo di questa verrà varato unicamente il Gabbiano, piccolo battello da trenta posti. Con il rilascio, nel 1956, della concessione per la navigazione sul bacino svizzero alla Gestione governativa navigazione laghi, le FRT si ritirano da questo campo di attività; flotta e personale passano quindi alla nuova concessionaria (con la particolarità che i marinai del bacino svizzero saranno inquadrati sino al 2017 con il contratto collettivo delle FART).